# Coupe de Luxembourg 1923-1924
La Coppa di Lussemburgo 1923-1924 è stata la 3ª edizione della coppa nazionale lussemburghese disputata tra il 2 settembre 1923 e il 6 aprile 1924 e conclusa con la vittoria del Fola Esch, al suo secondo titolo.

## Formula
Eliminazione diretta in gara unica.

## Turno preliminare
| Squadra 1           | Risultato | Squadra 2          |
| ------------------- | --------- | ------------------ |
| 2 settembre 1923    |           |                    |
| Differdange         | 1 − 3     | Alliance Dudelange |
| US Esch             | 4 − 2     | Progrès Niedercorn |
| CS Hollerich        | 1 − 4     | Tetange            |
| Rumelange           | 2 − 1     | Mansfeldia Clausen |
| Tricolore Muhlenweg | 3 - 0     | Gold a Ro't Wiltz  |

## Ottavi di finale
| Squadra 1            | Risultato | Squadra 2             |
| -------------------- | --------- | --------------------- |
| 7 ottobre 1923       |           |                       |
| Alliance Dudelange   | 3 − 0     | Red Boys Differdange  |
| Differdange          | 5 − 2     | Tetange               |
| Fola Esch            | 5 - 0     | Aris Bonnevoie        |
| Jeunesse Esch        | 3 − 0     | CS Hollerich          |
| Red Boys Differdange | 3 − 0     | Red Black Pfaffenthal |
| Rumelange            | 3 − 2     | US Esch               |
| Spora Luxembourg     | 6 − 1     | Progrès Niedercorn    |
| Stade Dudelange      | 3 − 0     | Hollerich Bonnevoie   |

## Quarti di finale
| Squadra 1            | Risultato | Squadra 2          |
| -------------------- | --------- | ------------------ |
| 2 dicembre 1923      |           |                    |
| Stade Dudelange      | 5 − 1     | Alliance Dudelange |
| Jeunesse Esch        | 1 − 2     | Fola Esch          |
| Red Boys Differdange | 2 - 1     | Spora Luxembourg   |
| Rumelange            | 4 − 0     | Differdange        |

## Semifinali
| Squadra 1        | Risultato | Squadra 2            |
| ---------------- | --------- | -------------------- |
| 17 febbraio 1924 |           |                      |
| Rumelange        | 0 − 2     | Fola Esch            |
| Stade Dudelange  | 1 − 2     | Red Boys Differdange |

## Finale
| Lussemburgo 6 aprile 1924         | Fola Esch | 2 – 0 | Red Boys Differdange | Stadio Josy Barthel (4.000 spett.) |
| \| \| \| \| \| \| Marcatori \| \| |           |       |                      |                                    |
|                                   |           |       |                      |                                    |
| Gol · Gol                         | Marcatori |       |                      |                                    |